# Germanica Wratislaviensia
„Germanica Wratislaviensia” jest naukowym czasopismem germanistycznym, które od 1957 roku jest redagowane w Instytucie Filologii Germańskiej Uniwersytetu Wrocławskiego i jest jednocześnie najstarszym polskim czasopismem naukowym, podejmującym tematy z zakresu filologii germańskiej. Czasopismo ukazuje się raz do roku i publikowane są w nim rozprawy naukowe, recenzje oraz sprawozdania wyłącznie w języku niemieckim. Wydawcą czasopisma jest Wydawnictwo Uniwersytetu Wrocławskiego.
Obszary, jakie obejmują publikowane w Germanica Wratislaviensia artykuły to między innymi: historia literatury niemieckiej i niemieckojęzycznej, teoria i estetyka literatury, historia nauki, historia języka niemieckiego, lingwistyka kontrastywna, lingwistyka stosowana, socjolingwistyka, niemcoznawstwo, kulturoznawstwo, badania śląskoznawcze, translatoryka, glottodydaktyka, germanistyka interkulturowa oraz nowe media.
Oprócz wybitnych germanistów polskich i niemieckich do kręgu Autorów publikujących w czasopiśmie należą również młodzi naukowcy.
Redakcja czasopisma współpracuje także z szerokim gronem uznanych naukowców polskich i zagranicznych o międzynarodowej renomie, którzy wybierani są jako recenzenci przesłanych do Redakcji manuskryptów: do każdego artykułu naukowego dobierani są dwaj recenzenci, którzy oceniają przesłany im tekst poufnie i anonimowo (tzw. double-blind review) za pomocą formularza. Lista recenzentów jest publikowana w każdym numerze czasopisma, a kompletna i aktualizowana lista recenzentów Germnica Wratislaviensia dostępna jest na stronie Czasopism Naukowych w Sieci.
Czasopismo Germanica Wratislaviensia jest indeksowane w następujących bazach danych: The Central European Journal of Social Sciences and Humanities, Federacja Bibliotek Cyfrowych, Europeana, Cambridge Scientific Abstracts (CSA, ProQuest), Index Copernicus, Pol-index, Czasopisma Naukowe w Sieci (CNS).